# Curimatella alburna
Curimatella alburna es una especie de pez de la familia Curimatidae en el orden de los Characiformes.

## Morfología
Los machos pueden llegar alcanzar los 18,5 cm de longitud total.
- Número de  vértebras: 33-35.[1]

## Hábitat
Es un pez de agua dulce y de clima tropical.

## Distribución geográfica
Se encuentran en Sudamérica:  cuencas de los ríos  Amazonas y  Tocantins.